# فيلهلم فاسمس
فيلهلم فاسمس (بالألمانية: Wilhelm Waßmuß)‏ (1880 - 29 نوفمبر 1931) دبلوماسي وجاسوس ألماني وجزء من بعثة هيدرماير-هينتش. يُعرف باسم «فاسمس بلاد فارس». بالاستناد إلى سجلات التاريخ البريطانية، حاول فاسمس التحريض على المشاكل للبريطانيين، وذلك في الخليج الفارسي في بداية الحرب العالمية الأولى.

## الولادة والتعليم
وُلد فيلهلم فاسمس عام 1880 في أولنيدروف التي تبعد 60 كيلومتر عن جنوب شرق هانوفر في ألمانيا، وبعد الانتهاء من تعليمه الجامعي دخل وزارة الخارجية الألمانية عام 1906. أُرسل بدايةً إلى مدغشقر، وتمت ترقيته إلى رتبة نائب القنصل وتم تعيينه في القنصلية الألمانية في مدينة بوشهر الساحلية الفارسية في الخليج الفارسي عام 1909. في عام 1910  عاد مرة أخرى إلى مدغشقر، وفي حين أنه نادراً ما يظهر للعيان، أمضى ثلاث سنوات في دراسة كثيفة عن الصحراء وشعوبها. في عام 1913 انتقل من جديد عائداً إلى بوشهر. وفي حين أن التفاصيل لما حصل لاحقاً تعد ضئيلة، يبدو أنه مع بداية الحرب العالمية الأولى أدرك فاسمس جلياً أن الوقت قد حان للتحريض من أجل ثورة. خلال إقامته في بوشهر، قام حاكم شبانكارة وضواحيها محمد علي شبانكارة بدعوته إلى قلعة روستام خاني ليؤيده على التزامه بالمقاومة بالثقة والدعم المالي. وبسبب كونها جزءًا من حلف بريطاني-روسي ضمن اللعبة الكبرى (تحدي سياسي دبلوماسي ظهر في القرن التاسع عشر بين الإمبراطورية البريطانية والإمبراطورية الفارسية على أفغانستان والأقاليم المجاورة في مركز وجنوب آسيا) انقسمت الأراضي الفارسية إلى منطقة شمالية روسية، ومنطقة جنوبية بريطانية، ومنطقة مركزية محايدة. تقابل فاسمس مع رؤسائه في القسطنطينية. وكنتيجة لذلك اللقاء، اقتُرح أن ينظم فاسمس ويقود الفارسيين في حرب عصابات ضد البريطانيين. قُبلت الفكرة، وقام مكتب الأجانب الألماني بدعمه بسخاء بالذهب بأمر مباشر من القيصر فيلهلم الثاني الذي كان متحمساً للفكرة. وعلى الرغم من كون فاسمس لا يحمل أي خبرة في التجسس، إلا أنه أصبح من أوائل عملاء العمل السري؛ وهو عميل لا يسعى بشكل مخصوص لجمع المعلومات بل يعمل في بلد أجنبي للحصول على نتيجة محددة.

## القنصل الإيراني خلال الحرب العالمية الأولى
كان فاسمس مسؤولًا قنصليًا بشكل رسمي. وفي أولى أيام فبراير من عام 1915، أبحر فاسمس مع قلة من أتباعه في سفينة بخارية تحمل اسم بايونير إس إس أسفل نهر دجلة إلى نقطة تبعد نحو 65 كيلومترًا عن كوت العمارة في بلاد ما بين النهرين (مدينة تبعد حوالي نحو 160 كيلومتر جنوب بغداد). خدمت بايونير إس إس في كلتا البحريتين التركية والملكية في الحرب. من هناك انتقلت مجموعة فاسمس شرقاً نحو إيران حين بدأ العمل على المهمة الكبرى، وهو شيء حلم به مؤسسو الإمبراطورية في وزارة الخارجية الألمانية لسنوات طويلة، هو إنهاء الهيمنة البريطانية-الروسية في الشرق الأوسط. تمركز البريطانيون في بلاد فارس والكويت لحماية مصالحهم في الهند. كما أن النفط في الخليج الفارسي بدأ يطفو للبريطانيين من المصافي الجديدة والميناء في عبدان. كانت كوت العمارة لاحقاً موقع المعركة الاستراتيجية حيث حُوصر وهُزم الجنرال البريطاني تساونسيد وجيشه البريطاني-الهندي من قِبل الأتراك العثمانيين بمساعدة الجيش الألماني.

## لورانس فارس ضد التحالف البريطاني-الروسي قبل الحرب العالمية الأولى
كان فيلهلم فاسمس ليحقق نصراً إضافياً بالنجاح في جلب إيران إلى الحرب بجانب ألمانيا. وفي حالة عدم حدوث ذلك، بتنظيم ثورات بين الإيرانيين ضد المحتلين البريطانيين. كان فاسمس شجاعاً لكنه كان رجلاً قصيراً، عريضاً، وثقيلاً، بجبهة واسعة وعيون زرقاء تحدق نحو الأعلى على الدوام، وفم حزين بعض الشيء. وبالإضافة إلى كونه متشبثًا بحرارة بالوطنية الألمانية، كان متصوفاً، ومصاباً بجنون العظمة، ومتعصباً للأصول، ومن الأوروبيين الذين تعلموا حب صحراء بلاد الرافدين، وتلقى تعليمه الذاتي على قرب من شعبها وتقاليدها ولغاتها. كان كاذباً ماهراً بالإضافة لكونه رجلًا ذا مبادئ راسخة. كان ممثلاً، ورجلاً يستمتع بارتداء الجلباب الفضفاض الذي يعود أصله إلى قبائل الصحراء، لكن كذلك كان بطلاً. صار يُعرف بلقب «فاسمس فارس»، وقد قاد ونظم بنجاح الثورة ضد المحتلين البريطانين.
وفي حين تمركزه في بوشهر، قام فاسمس بتنظيم قبيلتي تنغسان وقشقاي للثورة على البريطانيين في جنوب البلاد. في ذات السنة خسر كتاب الرموز الدبلوماسي الألماني الخاص به، والذي وقع في أيدي البريطانيين، وقد مكّن الأدميرال هال من القاعة 40 الشهيرة من قراءة الاتصالات الدبلوماسية الألمانية خلال معظم الحرب العالمية الأولى (انظر إلى مقالة تيلغرام زيمرمان).
في إيران، عبر فاسمس أولاً خلال القرى التجارية مثل تستر وذرفول، والتقى مع زعماء القبائل المحليين، ووزع منشورات تحث رجال القبائل على التمرد ضد بريطانيا. حين بدأ ذلك، زالت السرية عن أعماله وحاول مركز الشرطة المحلي في تستر اعتقاله. تم تحذيره وتمكن من الهرب، لكن خلال وقت قصير كان ما يزال في خطر مجدداً. سافر جنوباً نحو 160 كيلومتر إلى قرية بهبهان. هناك دعاه زعيم القبيلة المحلي بشكل ودّيّ إلى الغداء، من ثم وضعه فوراً تحت وطأة قوة مسلحة.
أرسل الزعيم المحلي -الذي كان يخطط لبيع فاسمس للبريطانيين- برسالة لهم. قابل الرسول سَريّة من الجيش البريطاني على الطريق، وبحماس أخبر رئيسهم عن عملية الاعتقال. اندفعوا فوراً نحو بهبهان. ولكن حينها، كانوا قد خسروا دقائق ثمينة خلال النقاش المهذب الذي يفرضه البرتوكول الشرقي مع الزعيم على سعر فاسمس. هذه اللحظات كانت حاسمة لأنه فور ذهاب الضباط كي يأخذوا السجين كان قد اختفى. لكن على الرغم أن فاسمس قد هرب، فقد ترك أمتعته خلفه. وُجدت أشياؤه من قِبل البريطانيين في فناء منزل الزعيم، وقد تم إرسالها إلى مخزن في لندن دون أن تُفتح. تعتبر قصة هروب فاسمس أمراً لا يصدق. ادعى فاسمس أنه أخبر الحارس أن حصانه مريض، وقد ادعى أنه في كل ساعة كان يرافق الحارس (باعتبار أنه تحت حراسته) إلى مكان استقرار الحصان لكن في الصباح الباكر كان النعاس قد أصاب الحراس وبدت ملامح التعب عليهم، من ثم امتنعوا لاحقاً عن مرافقته ولم يكلفوا أنفسهم عناء ذلك، ففر هارباً. 
قام البريطانيون بقراءة كتابات فاسمس، وأدركوا أنه يجب أن يتم إيقافه؛ كما كانوا يعلمون أن تحقيق ذلك لن يكون بالأمر اليسير مع مرور الأيام، إذ إن شعبيته تزداد تدريجياً في إيران. قام أولاً بتنظيم البختاريون، ثم قام لاحقاً بكسب ولاء باقي القبائل. وعلى الرغم من نجاحه في ذلك، كان دائم الغضب على خسارة أمتعته، وبقيامه بذلك لفت الانتباه إليها. لقد ذهب به الإصرار إلى أن يعزم على لقاء الحاكم في العاصمة الفارسية الإقليمية لشيراز ليحتجّ رسمياً على أمتعته الضائعة ويطالب بإعادتها. هذا الأمر كان مستحيلاً بالطبع إذ إن الأمتعة كانت بحوزة مكتب الهند في لندن. عُثر على كتاب الرموز الألماني لاحقاً بين أمتعته، وقد أُرسل إلى القاعة 40.

## وعود ما بعد الحرب
نجا فاسمس من الحرب. لفترة ما كان ناجحاً متألقاً في إيران. لكن دعم القبائل له بدأ بالاضمحلال حين بدا جلياً لقادة القبائل أن ألمانيا لم تهزم البريطانيين. فاسمس، الذي امتدت شبكته عبر أفغانستان وذهبت أبعد ما يكون في الهند، والذي وضع البريطانيون عليه جائزة 500.000$، اعتُقل من قِبل البريطانيين، لكن تم إطلاق سراحه عام 1920 ثم شق طريقه عائداً نحو برلين. بمجرد وصوله، كافح الرجل الذي كذب على زعماء القبائل الفارسية نيابة عن ألمانيا كي يقنع وزارة الخارجية الألمانية بالوفاء بتعهداته ودفع الأموال التي وعد القبائل بها، لكن الحكومة الألمانية رفضت ذلك.
ومع انقضاء السنوات التي تلت الحرب، لم يقدر فاسمس على نسيان وعوده، حيث عاد إلى بوشهر عام 1924 واشترى مزرعة رخيصة، ثم وعد القبائل أن يسدد ما عليه من وعود من الأرباح التي كان يأمل أن يجنيها من الزراعة. لكن المزرعة فشلت. وبعد العديد من المشاحنات القانونية على المال مع بعض زعماء القبائل الذين كانوا في وقت ما أصدقاءه، عاد فيلهلم فاسمس إلى برلين في نيسان 1931 مفلساً، ومات منسياً ينهشه الفقر في نوفمبر من عام 1931.